# Никольский военный собор (Киев)
Нико́льский вое́нный собо́р («Вели́кий Мико́ла»), в Киеве — православный храм Пустынно-Никольского монастыря, построенный в 1696 году под руководством архитектора Осипа Старцева по инициативе и на средства гетмана И. Мазепы-Колединского в стиле украинского барокко.
В советское время храм был уничтожен по указанию правительства УССР и КП(б)У.

## История
Здание собора было возведено в 1690—1696 годах на средства гетмана Ивана Мазепы. Грандиозный белокаменный храм в архитектурных формах украинского (Мазепинского) барокко возводил архитектор Осип Старцев.
Собор являлся кафоликоном Пустынно-Никольского монастыря. Располагался высоко над Днепром, напротив гостиницы «Салют», нынешняя улица Ивана Мазепы. В середине XVIII века поодаль от собора была воздвигнута колокольня. Интерьер храма не был расписан, но он славился 7-ярусным резным иконостасом в стиле барокко.
В 1831 году высокий, удачно расположенный, привлекавший к себе взгляды храм был обращён в военный собор, где хранились военные реликвии, служились молебны по случаям военных побед. Рядом с собором на возвышенных местах были установлены пушки.
9 мая 1919 года священник В. Липковский совершил в соборе первую службу на украинском языке.
В 1934 году храм был разрушен большевиками: вначале были снесены купола собора, а затем он был взорван и оставшиеся руины были разобраны. На месте собора в 1962—1965 годах был построен Дворец пионеров и школьников им. Н. Островского (ныне Киевский дворец детей и юношества).
В июне 2009 году президент В. Ющенко высказался за восстановление собора в первозданном виде и поручил правительству проработать данный вопрос.
Богослужения в настоящее время проводятся под открытым небом на месте, где ранее стояла колокольня — недалеко от места расположения храма.

## Галерея

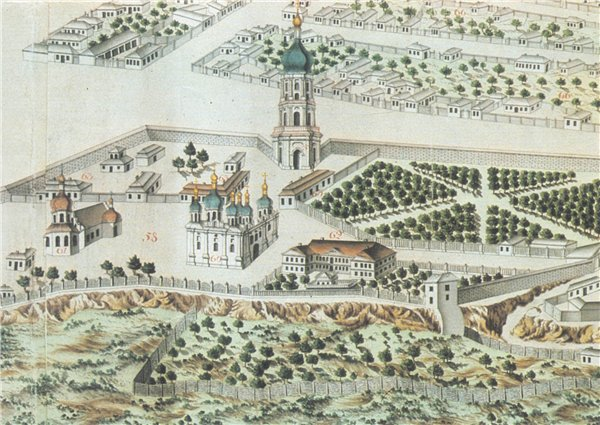
Никольский монастырь, конец XVIII века
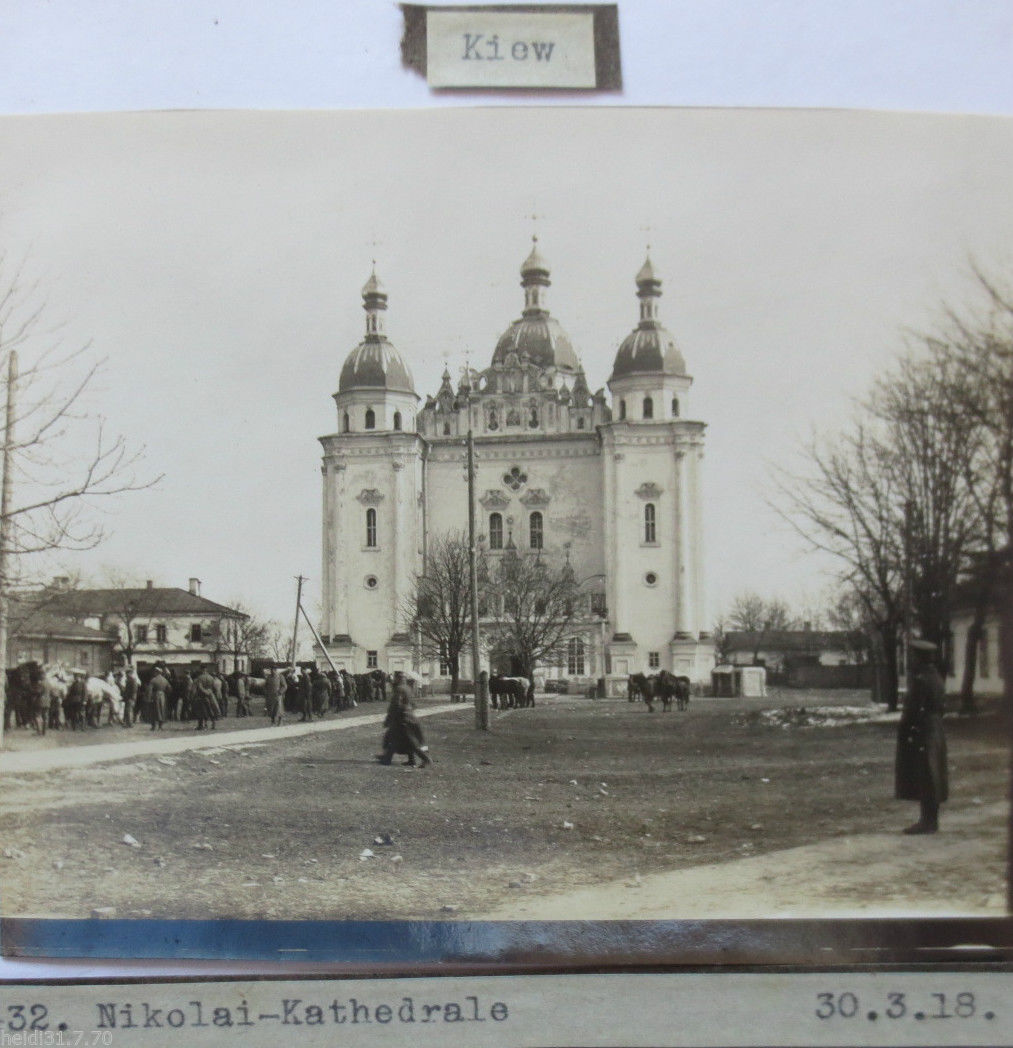
«Великий Николай», 1918 год
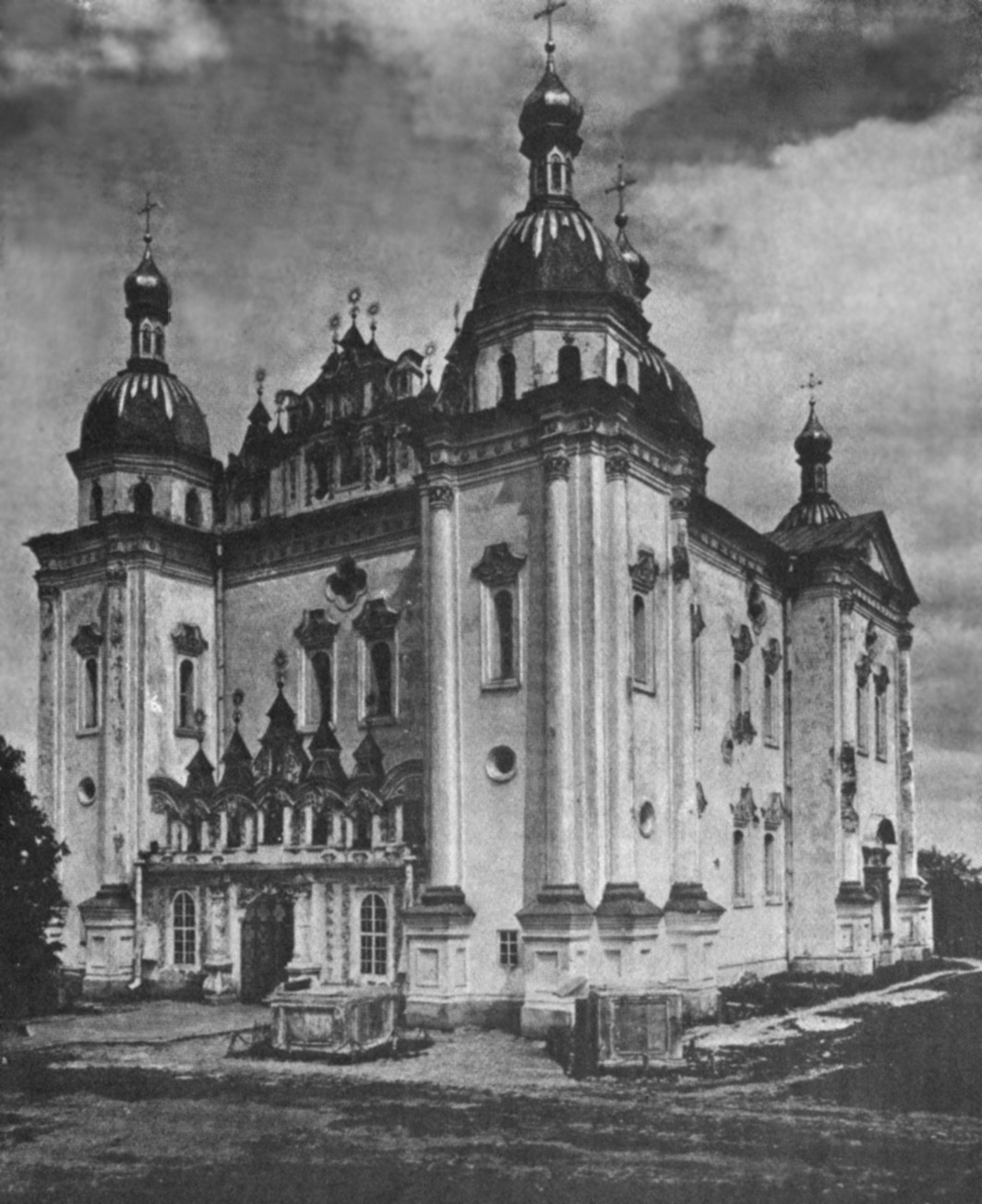
Никольский военный собор, 1917 год
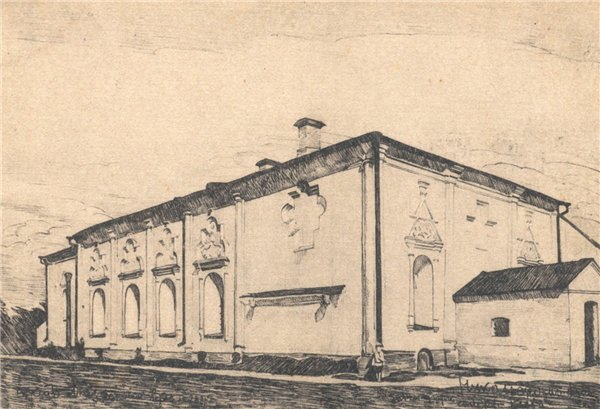
Трапезная церковь Никольского собора
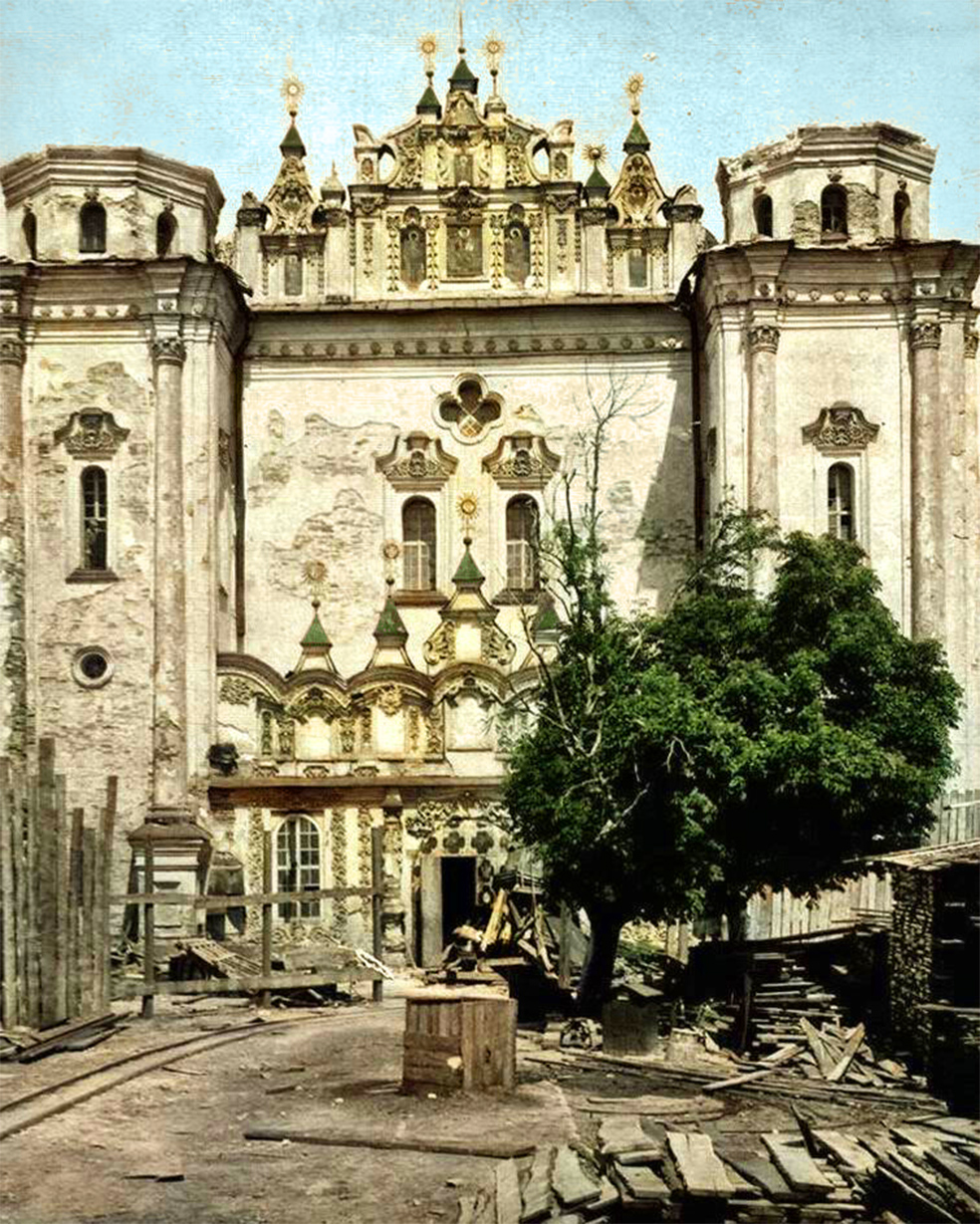
Снос Никольского собора, 1934 год